# Verbascum meinckeanum
Verbascum meinckeanum är en flenörtsväxtart som beskrevs av Svante Samuel Murbeck. Verbascum meinckeanum ingår i släktet kungsljus, och familjen flenörtsväxter. Inga underarter finns listade i Catalogue of Life.